# James Rosenquist
James Albert Rosenquist (født 29. november 1933 – død 31. marts 2017) var en amerikansk maler og en af de fremtrædende skikkelser inden for pop-art.

## Ekstern henvisning
- Wikimedia Commons har flere filer relateret til James Rosenquist